# Arvia
Die Arvia ist ein 2022 in Dienst gestelltes Kreuzfahrtschiff der britischen Reederei P&O Cruises. Sie ist das größte unter britischer Flagge stehende Passagierschiff sowie das größte Passagierschiff, das jemals in Deutschland gebaut wurde. Die Arvia gehört der XL-Klasse an.

## Geschichte

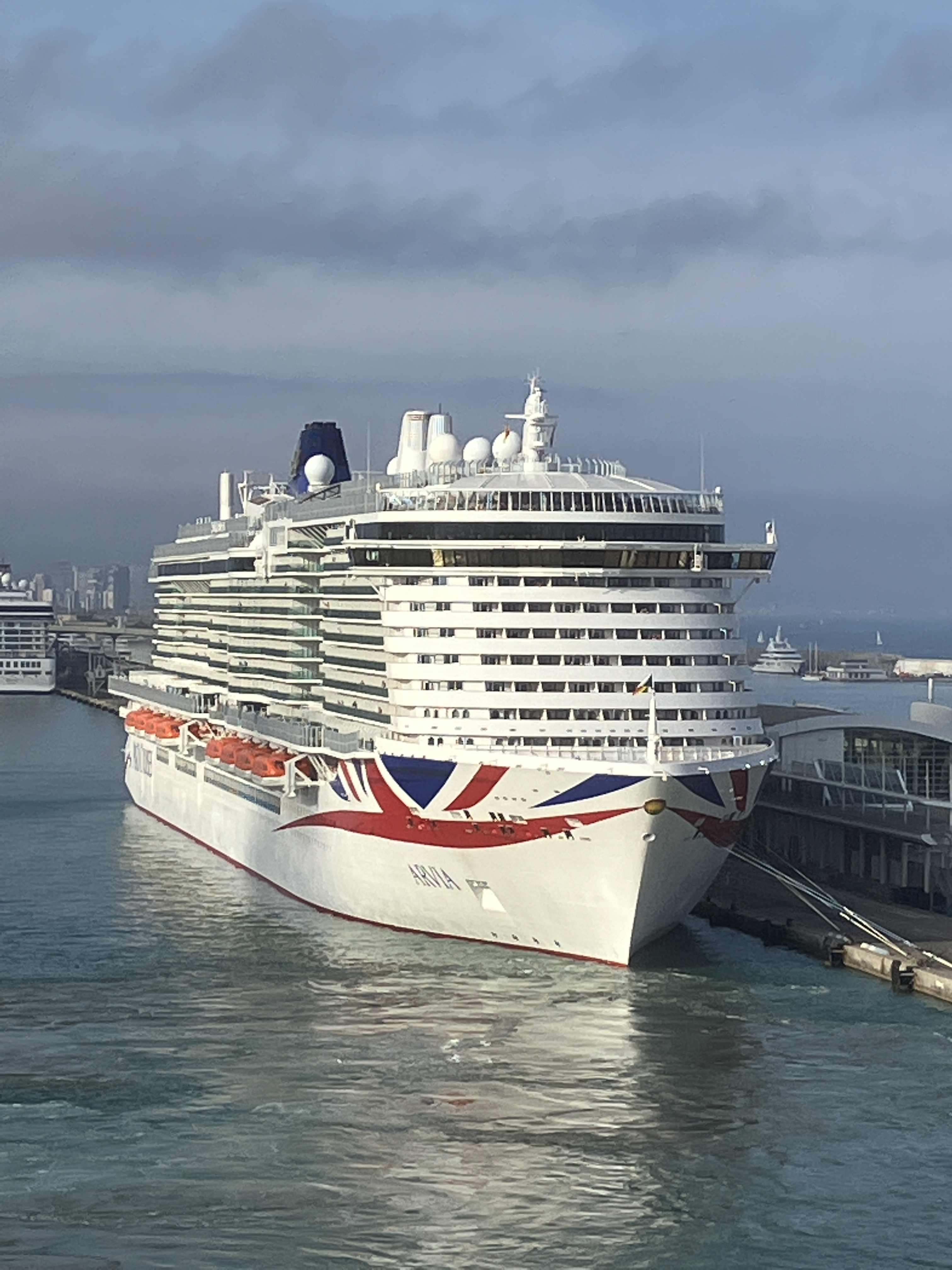
Die Arvia im April 2023 in Barcelona

Die Arvia wurde am 15. Februar 2022 unter der Baunummer S.716 in der Meyer Werft in Papenburg auf Kiel gelegt und am 27. August 2022 ausgedockt. Am 5./6. November 2022 wurde das Schiff mithilfe des Emssperrwerks in die Nordsee überführt. Nach der aufgrund von Lieferketten-Problemen verzögerten Übergabe an P&O Cruises am 15. Dezember 2022 nahm sie am 23. Dezember den Dienst mit einer fünfzehntägigen Kreuzfahrt von Southampton zu den Kanarischen Inseln auf.
Die offizielle Taufe der Arvia erfolgte am 16. März 2023 durch die Sängerin, Tänzerin und Schauspielerin Nicole Scherzinger auf Barbados. Das fast baugleiche, aber in der Tonnage geringfügig kleinere Schwesterschiff Iona kam bereits 2020 in Fahrt.

## Ausstattung
Zur Ausstattung der Arvia gehören mehr als 30 verschiedene Bars und Restaurants, darunter zwei als Freedom Restaurants bezeichnete Hauptspeisesäle. Zu den weiteren Restaurants an Bord zählen unter anderem das 6th Street Diner im amerikanischen Stil, The Olive Grove mit mediterraner Küche, das auch Speisen servierende Pub Keel & Cow, das Green & Co für Gerichte auf Fisch- und Pflanzenbasis, das Sindhu mit indischen Speisen und das Epicurean mit gehobener Küche.
Das Schiff verfügt über vier Swimmingpools, darunter zwei Infinitypools, sowie zwanzig Whirlpools. An Deck des Schiffes befindet sich unter anderem ein Seilgarten und eine Minigolf-Anlage.
Die Arvia kann mit Flüssigerdgas betrieben werden.